# Patrick Holland
Pour les articles homonymes, voir Holland.
Patrick Holland (né le 7 janvier 1992 à Lethbridge, dans la province de l'Alberta, au Canada) est un joueur professionnel canadien de hockey sur glace qui évolue au poste d'ailier droit.

## Biographie
Holland a été repêché par les Flames de Calgary au 7e tour du repêchage de 2010. Le 12 janvier 2012, les Flames de Calgary échangent Holland avec René Bourque et un choix de 2e tour en 2013 (Zachary Fucale) aux Canadiens de Montréal contre Mike Cammalleri, Karri Rämö et un choix de 5e tour en 2012 (Ryan Culkin). Il passe professionnel avec les Bulldogs de Hamilton dans la Ligue américaine de hockey (LAH) en 2012. Le 5 octobre 2014, il est échangé aux Jets de Winnipeg avec Peter Budaj contre Eric Tangradi.

## Statistiques
| Saison     | Équipe                | Ligue      |    | Saison régulière | Saison régulière | Saison régulière | Saison régulière | Saison régulière |   | Séries éliminatoires | Séries éliminatoires | Séries éliminatoires | Séries éliminatoires | Séries éliminatoires |
| Saison     | Équipe                | Ligue      | PJ | B                | A                | Pts              | Pun              | PJ               | B | A                    | Pts                  | Pun                  |                      |                      |
| 2008-2009  | Americans de Tri-City | LHOu       | 1  | 0                | 0                | 0                | 0                | -                | - | -                    | -                    | -                    |                      |                      |
| 2009-2010  | Americans de Tri-City | LHOu       | 59 | 16               | 20               | 36               | 14               | 22               | 3 | 7                    | 10                   | 10                   |                      |                      |
| 2010-2011  | Americans de Tri-City | LHOu       | 71 | 22               | 40               | 62               | 24               | 10               | 4 | 4                    | 8                    | 2                    |                      |                      |
| 2011-2012  | Americans de Tri-City | LHOu       | 72 | 25               | 84               | 109              | 48               | 14               | 6 | 13                   | 19                   | 22                   |                      |                      |
| 2012-2013  | Americans de Tri-City | LHOu       | 2  | 0                | 1                | 1                | 0                | -                | - | -                    | -                    | -                    |                      |                      |
| 2012-2013  | Bulldogs de Hamilton  | LAH        | 69 | 10               | 18               | 28               | 8                | -                | - | -                    | -                    | -                    |                      |                      |
| 2013-2014  | Bulldogs de Hamilton  | LAH        | 57 | 6                | 11               | 17               | 2                | -                | - | -                    | -                    | -                    |                      |                      |
| 2013-2014  | Canadiens de Montréal | LNH        | 5  | 0                | 0                | 0                | 0                | -                | - | -                    | -                    | -                    |                      |                      |
| 2014-2015  | IceCaps de Saint-Jean | LAH        | 21 | 0                | 2                | 2                | 6                | -                | - | -                    | -                    | -                    |                      |                      |
| 2014-2015  | Reign d'Ontario       | ECHL       | 4  | 1                | 3                | 4                | 0                | -                | - | -                    | -                    | -                    |                      |                      |
| 2015-2016  | HPK Hameenlinna       | SM-liiga   | 20 | 4                | 5                | 9                | 8                | -                | - | -                    | -                    | -                    |                      |                      |
| 2016-2017  | Vikes de Victoria     | BCIHL      | 24 | 14               | 14               | 28               | 10               | 5                | 4 | 7                    | 11                   | 2                    |                      |                      |
| 2017-2018  | Vikes de Victoria     | BCIHL      | 4  | 2                | 1                | 3                | 2                | -                | - | -                    | -                    | -                    |                      |                      |
| Totaux LNH | Totaux LNH            | Totaux LNH | 5  | 0                | 0                | 0                | 0                | -                | - | -                    | -                    | -                    |                      |                      |